# Nicholas Hagen
Nicholas George Hagen Godoy (Città del Guatemala, 2 agosto 1996) è un calciatore guatemalteco, portiere del Columbus Crew e della nazionale guatemalteca.

## Carriera
Ha giocato nella massima serie dei campionati guatemalteco ed azero.
Il 30 luglio 2021 è stato reso noto il suo passaggio ai norvegesi dell'HamKam: si è legato al nuovo club con un contratto biennale.

## Statistiche

### Cronologia presenze e reti in nazionale
| Cronologia completa delle presenze e delle reti in nazionale ― Guatemala | Cronologia completa delle presenze e delle reti in nazionale ― Guatemala | Cronologia completa delle presenze e delle reti in nazionale ― Guatemala | Cronologia completa delle presenze e delle reti in nazionale ― Guatemala | Cronologia completa delle presenze e delle reti in nazionale ― Guatemala | Cronologia completa delle presenze e delle reti in nazionale ― Guatemala | Cronologia completa delle presenze e delle reti in nazionale ― Guatemala | Cronologia completa delle presenze e delle reti in nazionale ― Guatemala |
| Data                                                                     | Città                                                                    | In casa                                                                  | Risultato                                                                | Ospiti                                                                   | Competizione                                                             | Reti                                                                     | Note                                                                     |
| ------------------------------------------------------------------------ | ------------------------------------------------------------------------ | ------------------------------------------------------------------------ | ------------------------------------------------------------------------ | ------------------------------------------------------------------------ | ------------------------------------------------------------------------ | ------------------------------------------------------------------------ | ------------------------------------------------------------------------ |
| 19-8-2018                                                                | Quetzaltenango                                                           | Guatemala                                                                | 1 – 0                                                                    | Cuba                                                                     | Amichevole                                                               | -                                                                        | 73’                                                                      |
| 12-9-2018                                                                | Bridgeview                                                               | Ecuador                                                                  | 2 – 0                                                                    | Guatemala                                                                | Amichevole                                                               | -2                                                                       | 45’                                                                      |
| 23-3-2019                                                                | Città del Guatemala                                                      | Guatemala                                                                | 1 – 0                                                                    | Costa Rica                                                               | Amichevole                                                               | -                                                                        |                                                                          |
| 27-3-2019                                                                | Managua                                                                  | Nicaragua                                                                | 0 – 1                                                                    | Guatemala                                                                | Amichevole                                                               | -                                                                        |                                                                          |
| 9-6-2019                                                                 | Asunción                                                                 | Paraguay                                                                 | 2 – 0                                                                    | Guatemala                                                                | Amichevole                                                               | -2                                                                       |                                                                          |
| 15-8-2019                                                                | San Cristóbal                                                            | Rep. Dominicana                                                          | 0 – 0                                                                    | Guatemala                                                                | Amichevole                                                               | -                                                                        |                                                                          |
| 6-9-2019                                                                 | Città del Guatemala                                                      | Guatemala                                                                | 10 – 0                                                                   | Anguilla                                                                 | CONCACAF Nations League 2019-2020 - 1º turno                             | -                                                                        |                                                                          |
| 16-10-2019                                                               | Hamilton                                                                 | Bermuda                                                                  | 0 – 0                                                                    | Guatemala                                                                | Amichevole                                                               | -                                                                        |                                                                          |
| 17-11-2019                                                               | Città del Guatemala                                                      | Guatemala                                                                | 5 – 0                                                                    | Porto Rico                                                               | CONCACAF Nations League 2019-2020 - 1º turno                             | -                                                                        |                                                                          |
| 21-11-2019                                                               | Coatepeque                                                               | Guatemala                                                                | 8 – 0                                                                    | Antigua e Barbuda                                                        | Amichevole                                                               | -                                                                        |                                                                          |
| 5-3-2020                                                                 | Città del Guatemala                                                      | Guatemala                                                                | 0 – 2                                                                    | Panama                                                                   | Amichevole                                                               | -2                                                                       |                                                                          |
| 25-3-2021                                                                | Città del Guatemala                                                      | Guatemala                                                                | 1 – 0                                                                    | Cuba                                                                     | Qual. Mondiali 2022                                                      | -                                                                        |                                                                          |
| 5-6-2021                                                                 | Città del Guatemala                                                      | Guatemala                                                                | 10 – 0                                                                   | Saint Vincent e Grenadine                                                | Qual. Mondiali 2022                                                      | -                                                                        |                                                                          |
| 9-6-2021                                                                 | Willemstad                                                               | Curaçao                                                                  | 0 – 0                                                                    | Guatemala                                                                | Qual. Mondiali 2022                                                      | -                                                                        |                                                                          |
| 27-6-2021                                                                | Los Angeles                                                              | El Salvador                                                              | 0 – 0                                                                    | Guatemala                                                                | Amichevole                                                               | -                                                                        |                                                                          |
| 4-7-2021                                                                 | Fort Lauderdale                                                          | Guatemala                                                                | 4 – 0                                                                    | Guyana                                                                   | Qual. Gold Cup 2021                                                      | -                                                                        |                                                                          |
| 7-7-2021                                                                 | Fort Lauderdale                                                          | Guatemala                                                                | 1 – 1 (9 – 10 dtr)                                                       | Guadalupa                                                                | Qual. Gold Cup 2021                                                      | -1                                                                       |                                                                          |
| 12-7-2021                                                                | Frisco                                                                   | El Salvador                                                              | 2 – 0                                                                    | Guatemala                                                                | Qual. Gold Cup 2021                                                      | -2                                                                       |                                                                          |
| 15-7-2021                                                                | Dallas                                                                   | Guatemala                                                                | 0 – 3                                                                    | Messico                                                                  | Qual. Gold Cup 2021                                                      | -3                                                                       |                                                                          |
| 25-3-2022                                                                | Antigua Guatemala                                                        | Guatemala                                                                | 1 – 0                                                                    | Cuba                                                                     | Amichevole                                                               | -                                                                        | Cap.                                                                     |
| 28-4-2022                                                                | Orlando                                                                  | Messico                                                                  | 0 – 3                                                                    | Guatemala                                                                | Amichevole                                                               | -                                                                        |                                                                          |
| 26-9-2022                                                                | Harrison                                                                 | Colombia                                                                 | 4 – 1                                                                    | Guatemala                                                                | Amichevole                                                               | -4                                                                       |                                                                          |
| 20-11-2022                                                               | Carson                                                                   | Guatemala                                                                | 3 – 1                                                                    | Nicaragua                                                                | Amichevole                                                               | -1                                                                       |                                                                          |
| 13-3-2023                                                                | San Jose                                                                 | Guatemala                                                                | 1 – 1                                                                    | Panama                                                                   | Amichevole                                                               | -1                                                                       | 45’                                                                      |
| 25-3-2023                                                                | Belmopan                                                                 | Belize                                                                   | 1 – 2                                                                    | Guatemala                                                                | CONCACAF Nations League 2022-2023 - 1º turno                             | -1                                                                       |                                                                          |
| 28-3-2023                                                                | Città del Guatemala                                                      | Guatemala                                                                | 4 – 0                                                                    | Guyana francese                                                          | CONCACAF Nations League 2022-2023 - 1º turno                             | -                                                                        |                                                                          |
| 8-6-2023                                                                 | Mazatlán                                                                 | Messico                                                                  | 2 – 0                                                                    | Guatemala                                                                | Amichevole                                                               | -2                                                                       |                                                                          |
| 16-6-2023                                                                | Carson                                                                   | Costa Rica                                                               | 0 – 1                                                                    | Guatemala                                                                | Amichevole                                                               | -                                                                        |                                                                          |
| 27-6-2023                                                                | Fort Lauderdale                                                          | Guatemala                                                                | 1 – 0                                                                    | Cuba                                                                     | Gold Cup 2023 - 1º turno                                                 | -                                                                        |                                                                          |
| 1-7-2023                                                                 | Houston                                                                  | Guatemala                                                                | 0 – 0                                                                    | Canada                                                                   | Gold Cup 2023 - 1º turno                                                 | -                                                                        |                                                                          |
| 4-7-2023                                                                 | Harrison                                                                 | Guadalupa                                                                | 2 – 3                                                                    | Guatemala                                                                | Gold Cup 2023 - 1º turno                                                 | -2                                                                       |                                                                          |
| 9-7-2023                                                                 | Cincinnati                                                               | Guatemala                                                                | 0 – 1                                                                    | Giamaica                                                                 | Gold Cup 2023 - Quarti di finale                                         | -1                                                                       |                                                                          |
| 7-9-2023                                                                 | Città del Guatemala                                                      | Guatemala                                                                | 2 – 0                                                                    | El Salvador                                                              | CONCACAF Nations League 2023-2024 - 1º turno                             | -                                                                        |                                                                          |
| 10-9-2023                                                                | Città del Guatemala                                                      | Guatemala                                                                | 1 – 1                                                                    | Panama                                                                   | CONCACAF Nations League 2023-2024 - 1º turno                             | -1                                                                       |                                                                          |
| 13-10-2023                                                               | Port of Spain                                                            | Trinidad e Tobago                                                        | 3 – 2                                                                    | Guatemala                                                                | CONCACAF Nations League 2023-2024 - 1º turno                             | -3                                                                       |                                                                          |
| 17-10-2023                                                               | Panama                                                                   | Panama                                                                   | 3 – 0                                                                    | Guatemala                                                                | CONCACAF Nations League 2023-2024 - 1º turno                             | -3                                                                       |                                                                          |
| 13-1-2024                                                                | Fort Lauderdale                                                          | Guatemala                                                                | 0 – 1                                                                    | Islanda                                                                  | Amichevole                                                               | -1                                                                       |                                                                          |
| 21-3-2024                                                                | Harrison                                                                 | Ecuador                                                                  | 2 – 0                                                                    | Guatemala                                                                | Amichevole                                                               | -2                                                                       |                                                                          |
| 24-3-2024                                                                | Houston                                                                  | Guatemala                                                                | 0 – 0                                                                    | Venezuela                                                                | Amichevole                                                               | -                                                                        |                                                                          |
| 5-6-2024                                                                 | Città del Guatemala                                                      | Guatemala                                                                | 6 – 0                                                                    | Dominica                                                                 | Qual. Mondiali 2026                                                      | -                                                                        |                                                                          |
| 8-6-2024                                                                 | Road Town                                                                | Isole Vergini Britanniche                                                | 0 – 3                                                                    | Guatemala                                                                | Qual. Mondiali 2026                                                      | -                                                                        |                                                                          |
| 14-6-2024                                                                | Landover                                                                 | Argentina                                                                | 4 – 1                                                                    | Guatemala                                                                | Amichevole                                                               | -4                                                                       |                                                                          |
| 1-9-2024                                                                 | Fort Lauderdale                                                          | Uruguay                                                                  | 1 – 1                                                                    | Guatemala                                                                | Amichevole                                                               | -1                                                                       |                                                                          |
| 5-9-2024                                                                 | Città del Guatemala                                                      | Guatemala                                                                | 3 – 1                                                                    | Martinica                                                                | CONCACAF Nations League 2024-2025 - 1º turno                             | -1                                                                       |                                                                          |
| 9-9-2024                                                                 | Città del Guatemala                                                      | Guatemala                                                                | 0 – 0                                                                    | Costa Rica                                                               | CONCACAF Nations League 2024-2025 - 1º turno                             | -                                                                        |                                                                          |
| 11-10-2024                                                               | Georgetown                                                               | Guyana                                                                   | 1 – 3                                                                    | Guatemala                                                                | CONCACAF Nations League 2024-2025 - 1º turno                             | -1                                                                       |                                                                          |
| 15-10-2024                                                               | San José                                                                 | Costa Rica                                                               | 3 – 0                                                                    | Guatemala                                                                | CONCACAF Nations League 2024-2025 - 1º turno                             | -3                                                                       |                                                                          |
| 6-6-2025                                                                 | Città del Guatemala                                                      | Guatemala                                                                | 4 – 2                                                                    | Rep. Dominicana                                                          | Qual. Mondiali 2026                                                      | -2                                                                       |                                                                          |
| 10-6-2025                                                                | Kingston                                                                 | Giamaica                                                                 | 3 – 0                                                                    | Guatemala                                                                | Qual. Mondiali 2026                                                      | -3                                                                       |                                                                          |
| 16-6-2025                                                                | Carson                                                                   | Giamaica                                                                 | 0 – 1                                                                    | Guatemala                                                                | Gold Cup 2025 - 1° turno                                                 | -                                                                        |                                                                          |
| 20-6-2025                                                                | San Jose                                                                 | Guatemala                                                                | 0 – 1                                                                    | Panama                                                                   | Gold Cup 2025 - 1° turno                                                 | -1                                                                       |                                                                          |
| 24-6-2025                                                                | Houston                                                                  | Guadalupa                                                                | 2 – 3                                                                    | Guatemala                                                                | Gold Cup 2025 - 1° turno                                                 | -2                                                                       |                                                                          |
| Totale                                                                   |                                                                          | Presenze                                                                 | 52                                                                       |                                                                          | Reti                                                                     | -52                                                                      |                                                                          |

## Palmarès

### Club

#### Competizioni nazionali
- 1. divisjon: 1

HamKam: 2021

#### Competizioni internazionali
- Leagues Cup: 1

Columbus Crew: 2024